# Hortipes luytenae
Hortipes luytenae is een spinnensoort uit de familie van de loopspinnen (Corinnidae).
De wetenschappelijke naam van de soort werd in 1998 gepubliceerd door Jan Bosselaers & Ledoux.